# بخش فورمانوفسکی
بخش فورمانوفسکی (به لاتین: Furmanovsky District) یک منطقهٔ مسکونی در روسیه است که در استان ایوانوف واقع شده‌است.